# Liste der beweglichen Denkmale in Mülheim an der Ruhr
Die Liste der beweglichen Denkmale in Mülheim an der Ruhr enthält die denkmalgeschützten Bauwerke auf dem Gebiet der Stadt Mülheim an der Ruhr in Nordrhein-Westfalen (Stand: 1. Juli 2022). Diese Baudenkmäler sind in der Denkmalliste der Stadt Mülheim an der Ruhr eingetragen; Grundlage für die Aufnahme ist das Denkmalschutzgesetz Nordrhein-Westfalen (DSchG NRW).

| Bild                                                                   | Bezeichnung                                                            | Lage                                                 | Beschreibung | Bauzeit     | Eingetragen seit | Denkmal- nummer |
| ---------------------------------------------------------------------- | ---------------------------------------------------------------------- | ---------------------------------------------------- | --- | ----------- | ---------------- | --------------- |
| Standfigur Jobs                                                        | Standfigur Jobs                                                        | Altstadt I Pastor-Barnstein-Platz Karte              | Figur des Hieronymus Jobs als Nachtwächter zum Gedenken an Dr. Carl Arnold Kortum und seine „Jobsiade“. Jobs-Brunnen an der Petrikirche  | 1939        | 11. Oktober 1989 | 1               |
| Verbunddampfmaschine mit Zwillingskolbenpumpe zur Trinkwasserförderung | Verbunddampfmaschine mit Zwillingskolbenpumpe zur Trinkwasserförderung | Altstadt I Alte Schleuse 1 und Alte Schleuse 3 Karte | Industriedenkmal, erbaut von der Firma Thyssen & Co. Die Pumpenanlage war bis 1977 im Werk Styrum der RWW GmbH in Betrieb.               | 1896        | 19. Oktober 1989 | 2               |
| Grabdenkmal Pfarrer Bergmann                                           | Grabdenkmal Pfarrer Bergmann                                           | Styrum Friedhof Styrum, Herderweg Karte              | Erster Pfarrer der Gemeinde Styrum, der 1900 seinen Dienst antrat und 1904 verstarb.                                                     | 1904        | 11. Januar 2006  | 3               |
| Grabdenkmal in der Beeck                                               | Grabdenkmal in der Beeck                                               | Dümpten Alter Friedhof Dümpten, Schildberg Karte     | Klassizistische, viereckige Grabstele mit Ornament. Familiengrab einer alteingessenen, angesehenen Dümptener Familie                     |             | 3. März 2006     | 4               |
| Grabmal Weissenfeis                                                    | Grabmal Weissenfeis                                                    | Styrum Friedhof Styrum, Herderweg Karte              | Familiengrabstätte der Familie Weissenfeis mit vier Grabstellen.                                                                         | 1908 - 1931 | 26. Juli 2011    | 5               |
| Grabdenkmal Heinrich van Ackeren (van Ackern)                          | Grabdenkmal Heinrich van Ackeren (van Ackern)                          | Styrum Friedhof Styrum, Herderweg Karte              | Stele aus Sandstein auf rechteckigem Grundriss mit gestuftem Sockel, ovale eingelassene Inschriftenfläche aus einem schwarzen Naturstein | 1904        | 26. Juli 2011    | 6               |